# بوابة براندنبورغ (بوتسدام)

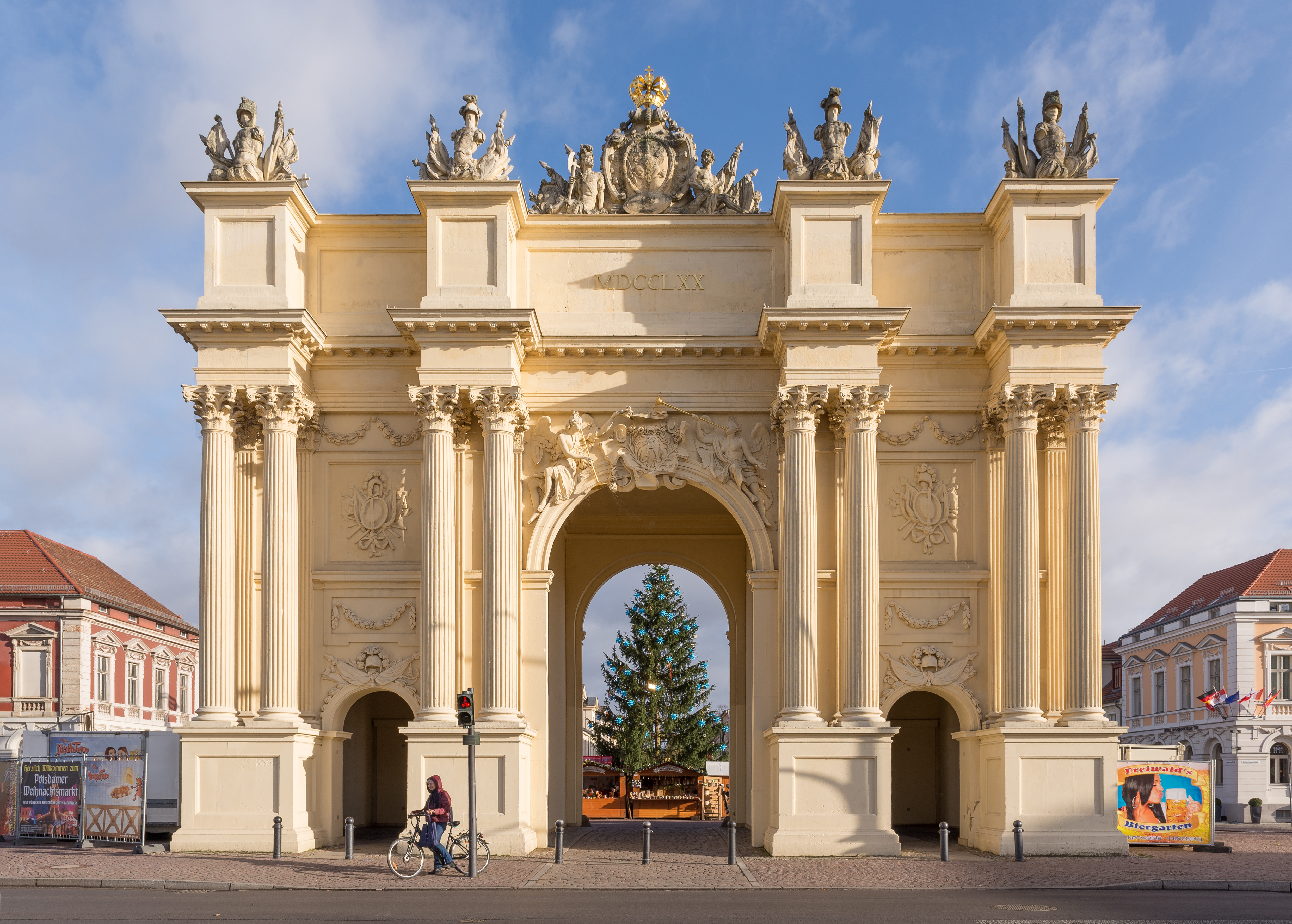
بوابة براندنبورغ من جانب الحقل

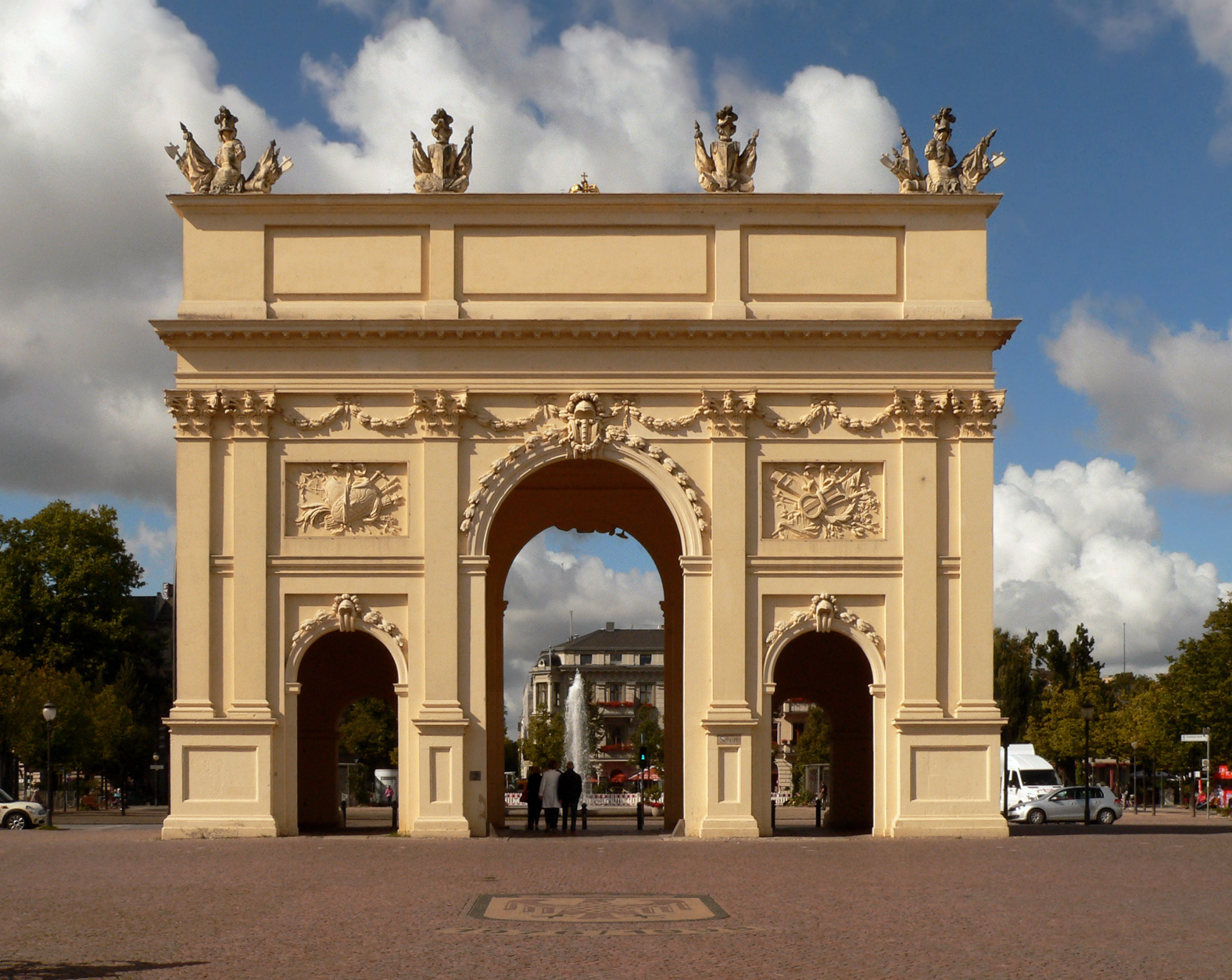
بوابة براندنبورغ من جانب المدينة

 بوابة براندنبورغ (بالألمانية: Brandenburger Tor) هي بوابة في مدينة بوتسدام الألمانية في ساحة لويزنبلاتس، بنيت في عامي 1770/71 من قبل كارل فون غونتارد وجورج كريستيان أونغر بأمر من فريدريش الثاني ملك بروسيا. تقع في الطرف الغربي من شارع براندنبورغر الذي يسير في خط مستقيم حتى يصل إلى كنيسة القديسين بطرس وبولس.
منذ عام 1733 وحتى بناء البوابة، كانت هناك بوابة أبسط في نفس المكان تشبه بوابة قلعة. كانت الهدف من البوابة مع سور المدينة والبوابات الأخرى كانت منع الجنود من الفرار ومنع التهريب.
في نهايات حرب السنوات السبع، أمر فريدريش العظيم بهدم البوابة القديمة وبناء بوابة براندنبورغ الجديدة، كرمز للنصر. ولهذا السبب فإن بوابة براندنبورغ تشبه شكل قوس النصر الروماني. صممت على نموذج قوس قسطنطين في روما. يمكن لمس التأثير الروماني على الطراز المعماري على سبيل المثال في الأعمدة المزدوجة على النظام الكورنثي وكذلك تصميم العلية.
إحدى ميزات بوابة براندنبورغ هي أن واجهتين مختلفتين تماما، مصممة من قبل مهندسين معماريين اثنين. صمم كارل فون غونتارد الجهة المطلة على المدينة، فيما صمم تلميذه جورج كريستيان أونغر الجانب المطل على الحقل أو الريف. صمم غونتارد جانب المدينة كواجهة مزخرفة على الطراز الكورنثي، بينما صمم أونغر الجانب الحقلي على نمط قوس قسطنطين مع أعمدة كورنثية مزدوجة وزخارف كالأبواق الذهبية. أضيف مدخلان جانبيان للمشاة في عام 1843، على زمن فريدريش فيلهلم الرابع، نظرا لازدياد حركة المشاة.
في ذلك الوقت كان الناس يعبرون من بوابة براندنبورغ في طريقهم إلى مدينة براندنبورغ، لذا سميت بذلك. تؤدي البوابة إلى وسط المدينة المصمم للمشاة عبر شارع براندنبورغر باتجاه الشرق حتى دير وكنيسة القديسين بطرس وبولس.
بعد هدم سور المدينة حوالي عام 1900، بقيت بوابة براندنبورغ هيكلا قائما بذاته.